# Oggetto-soggetto-verbo
In tipologia linguistica, si dice che una lingua è OSV quando le frasi seguono, generalmente, un ordine oggetto-soggetto-verbo.
Questo ordine sintattico particolare è piuttosto raro. 
La lingua haida è una delle poche lingue OSV.
La Lingua sarda moderna oscilla tra una sintassi di tipo OSV ed una, originaria, VOS. Anche l'italiano regionale sardo spesso presenta sintassi OSV e VOS anziché quelle standard italiane SVO.

## Lingue artificiali
Il kotava è una lingua artificiale ausiliaria creata da Staren Fetcey nel 1978. Una frase in kotava come "va sumewisiki in wir" si traduce letteralmente con "la televisione lui guarda" anche se in italiano (una lingua con sintassi prevalentemente soggetto-verbo-oggetto) si dice "lui guarda la televisione".

## Nella cultura di massa
Nella saga di Guerre stellari,  Yoda, il maestro Jedi di Luke Skywalker, parla in questo modo: La Forza tu devi apprendere!